# Đuro Daničić
Đuro Daničić (Novi Sad, 1825 – Zagabria, 1882) è stato un filologo serbo.
Studioso grammatico e lessicale, divenne celebre per aver integrato con una traduzione in serbo del Nuovo Testamento l'opera di Vuk Stefanović Karadžić. Favorì ed auspicò un'unione tra Serbia e Croazia. Inoltre le opere di Daničić costituiscono un contributo importante per la storia e per lo studio delle lingue slave. Si ricordano Mala srpska gramatika (Piccola grammatica serba), Rat za srpski jezik i pravopis, Srpska sintasa, deo prvi e altre pubblicazioni.